# Xavier Lambours
Xavier Lambours est un photographe français, portraitiste et réalisateur de roman-photo, né le 18 février 1955 à Suresnes. Il vit et travaille à Maisons-Alfort.
Il est lauréat du prix Niépce Gens d'images en 1994.

## Biographie
En 1973, Xavier Lambours se lie d’amitié avec le photographe Arnaud Baumann. Ensemble, ils rencontrent les fondateurs du mensuel satirique Hara Kiri et de Charlie Hebdo, et « photographient pendant dix ans les coulisses, les fous rires, les conférences de rédaction, avec Choron, Cavanna, Cabu, Reiser ». En 2015, à la suite des attentats contre Charlie Hebdo, ils publient Dans le ventre de Hara Kiri, aux Éditions de La Martinière. 
Xavier Lambours cofonde l'Agence Métis en 1989.
Il remporte le prix Niépce Gens d'images en 1994, et obtient une bourse de la Villa Kujoyama, la Villa Médicis japonaise la même année.
Il photographie Robert de Niro dans son bain pour le magazine Globe Hebdo.
Photographe à l'agence Signatures, maison de photographes.

## Publications
- Figures du Limousin, texte de Pierre Maclouf, Paris, Herscher, Limoges, L. Souny, 1987.
- La Mémoire des scorpions : photo-roman, texte de Christian Bruel, mise en scène et photographies de Xavier Lambours, Paris, Gallimard, Le Sourire qui mord, 1991.
- Coulisses, Paris, Marval, Canal+, 1994.
- Le Portrait, Paris, Contrejour, 1994.
- Japon, Paris, Marval, Tokyo, Tachibana Shuppan, 1995.
- (en + da) Ruth Eaton, Jean Dethier, Thibaut Cuisset, Pascal Dolémieux, Didier Hubert et Xavier Lambours, The Spirit of Copenhagen, Copenhague, Dansk Design Center, 1996, 71 p. (ISBN 8787385821), avec l'Agence Métis.
- Gueules de bois, Paris, Filigranes Éditions, 1997.
- Vélolavie, texte de Jacques Bonaffé, Levallois, Filipacchi, 2004.
- Cinéma, Paris, Éditions Intervalles, 2007.
- Avec Arnaud Baumann, Dans le ventre de Hara-Kiri, Paris, Éditions de la Martinière, 2015.

## Expositions
- Sportfoto, Lille 3000, Gare de Lille-Saint-Sauveur, 6 septembre au 4 novembre 2018
- XL, Maison européenne de la photographie, Paris, du 29 juin au 25 septembre 2011 [réf. souhaitée]
- L'Œil 1664, les bars de Paris et d'Arles, Rencontres d'Arles, 1989 [réf. souhaitée]

## Prix et distinctions
- 1992 :  "Mention" prix graphique du Prix Bologna Ragazzi de la Foire du livre de jeunesse de Bologne[6], pour La Mémoire des scorpions : photo-roman, texte de Christian Bruel, mise en scène et photographies de Xavier Lambours.
- 1994 : Prix Niépce Gens d'images[4]